# Estabilitat exponencial

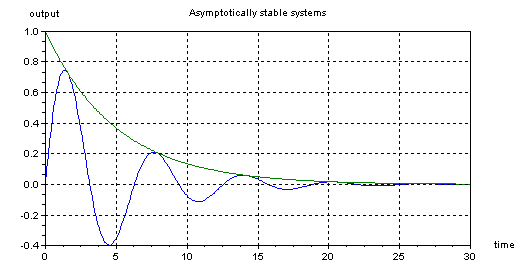
Respostes d'impuls de dos sistemes exponencialment estables

En la teoria del control, un sistema lineal continu invariant en el temps (LTI) és exponencialment estable si i només si el sistema té valors propis (és a dir, els pols dels sistemes d'entrada a sortida) amb parts reals estrictament negatives. (és a dir, a la meitat esquerra del pla complex). Un sistema LTI d'entrada a sortida de temps discret és exponencialment estable si i només si els pols de la seva funció de transferència es troben estrictament dins del cercle unitari centrat en l'origen del pla complex. Els sistemes que no són LTI són exponencialment estables si la seva convergència està limitada per la decadència exponencial. L'estabilitat exponencial és una forma d'estabilitat asimptòtica, vàlida per a sistemes dinàmics més generals.

## Conseqüències pràctiques
Un sistema LTI exponencialment estable és aquell que no "explotarà" (és a dir, donarà una sortida il·limitada) quan es dona una entrada finita o una condició inicial diferent de zero. A més, si al sistema se li dona una entrada fixa i finita (és a dir, un pas), aleshores qualsevol oscil·lació resultant a la sortida disminuirà a una velocitat exponencial, i la sortida tendirà de manera asimptòtica a un nou valor final en estat estacionari. Si al sistema se li dona un impuls delta de Dirac com a entrada, les oscil·lacions induïdes desapareixeran i el sistema tornarà al seu valor anterior. Si les oscil·lacions no desapareixen, o el sistema no torna a la seva sortida original quan s'aplica un impuls, el sistema és, en canvi, marginalment estable.

## Exemple de sistemes LTI exponencialment estables
El gràfic de la dreta mostra la resposta a l'impuls de dos sistemes similars. La corba verda és la resposta del sistema amb resposta d'impuls {\displaystyle y(t)=e^{-{\frac {t}{5}}}}, mentre que el blau representa el sistema {\displaystyle y(t)=e^{-{\frac {t}{5}}}\sin(t)} . Tot i que una resposta és oscil·latòria, ambdues tornen al valor original de 0 amb el temps.

## Exemple del món real
Cal imaginarquan es posa una bola en un cullerot. S'instal·larà al punt més baix del cullerot i, tret que se li molesti, s'hi quedarà. Ara imagineu-vos donant una empenta a la pilota, que és una aproximació a un impuls delta de Dirac. El marbre rodarà cap endavant i cap enrere, però finalment es reassentarà a la part inferior del cullerot. Dibuixar la posició horitzontal del marbre al llarg del temps donaria una sinusoide que disminueix gradualment com la corba blava de la imatge de dalt.